# Elecciones provinciales de Mendoza de 1999
Las elecciones generales de la provincia de Mendoza de 1999 tuvieron lugar el domingo 24 de octubre del mencionado año con el objetivo de renovar los cargos de Gobernador y Vicegobernador, así como la mitad de ambas cámaras de la legislatura provincial, teniendo que elegirse a 24 de los 48 escaños de la Cámara de Diputados y 19 de los 38 senadores provinciales, conformando los poderes ejecutivo y legislativo de la provincia para el período 1999-2003. Fueron las quintas elecciones provinciales mendocinas desde la restauración de la democracia en 1983, así como las vigesimoprimeras desde la instauración del sufragio secreto en la Argentina. Se realizaron al mismo tiempo que las elecciones presidenciales y legislativas a nivel nacional.
Estos comicios registraron una dura contienda a tres bandas, algo inusual ya que la provincia seguía una tradición bipartidista entre el Partido Justicialista (PJ) y la Unión Cívica Radical (UCR). El conservador Partido Demócrata (PD), fuerza de carácter provincial que había sido la tercera fuerza provincial en la mayoría de las elecciones, aunque nunca superando el 15% de los votos, cobró un gran impulso después de su sorpresiva victoria en las elecciones legislativas de medio término de 1997. La UCR, sin embargo, había salido muy beneficiada por su participación en la victoria nacional de la Alianza para el Trabajo, la Justicia y la Educación, habiéndose presentado dividida en el distrito mendocino, y la sumatoria de los votos radicales y del Frente País Solidario (FREPASO) habría dado a la Alianza una victoria provincial. Mientras tanto, el justicialismo, oficialista en la provincia desde 1987 y a nivel nacional desde 1989, enfrentaba el profundo desgaste del gobierno de Carlos Menem, aunque en Mendoza logró exitosamente configurar una alianza con sectores disidentes del peronismo, como el partido PAIS del exgobernador José Octavio Bordón, y la Acción por la República (AR) del exministro de Economía Domingo Cavallo. El candidato de la Alianza fue el radical Roberto Raúl Iglesias, los demócratas presentaron al diputado Carlos Balter, y la coalición oficialista del PJ presentó a Francisco García.
Mientras que las encuestas predecían una disputa cerrada con ventaja para Balter, finalmente Iglesias se vio beneficiado por la victoria de la Alianza, con Fernando de la Rúa como candidato, y obtuvo un estrecho triunfo con el 37.94% de los votos válidos. Balter, sin embargo, logró el segundo lugar con un 32.17%, constituyendo el primer quiebre del bipartidismo tradicional desde 1973. García se vio relegado a un distante tercer puesto con el 28.80% de las preferencias. A nivel legislativo, la pelea a tres bandas, repitiendo la de las elecciones de 1997, dejó a las tres fuerzas contendientes con la misma cantidad de escaños en la Cámara de Diputados, con 16 bancas para cada uno. La Alianza fue la segunda minoría en el Senado con 12 bancas contra un empate entre los demócratas y el PJ, de 13 escaños para ambos. La participación fue del 83.95% del electorado registrado.

## Renovación legislativa
| Sección Electoral | Cámara de Diputados | Cámara de Diputados | Cámara de Senadores | Cámara de Senadores |
| Sección Electoral | Diputados           | A renovar           | Senadores           | A renovar           |
| ----------------- | ------------------- | ------------------- | ------------------- | ------------------- |
| 1                 | 16                  | 8                   | 12                  | 6                   |
| 2                 | 12                  | 6                   | 10                  | 5                   |
| 3                 | 10                  | 5                   | 8                   | 4                   |
| 4                 | 10                  | 5                   | 8                   | 4                   |
| Total             | 48                  | 24                  | 38                  | 19                  |

## Resultados

### Gobernador y vicegobernador
|  | 37.94 % |

|  | 32.17 % |

|  | 21.73 % |

|  | 7.07 % |

|  | 28.80 % |

|  | 0.57 % |

|  | 0.52 % |

|  | 95.84 % |

|  | 3.26 % |

|  | 0.90 % |

|  | 83.96 % |

|  | 100.00 % |

### Cámara de Diputados
|  | 38.16 % |

|  | 30.63 % |

|  | 22.67 % |

|  | 7.20 % |

|  | 29.87 % |

|  | 0.71 % |

|  | 0.63 % |

|  | 91.70 % |

|  | 7.49 % |

|  | 0.81 % |

|  | 83.96 % |

|  | 100.00 % |

#### Resultados por secciones electorales

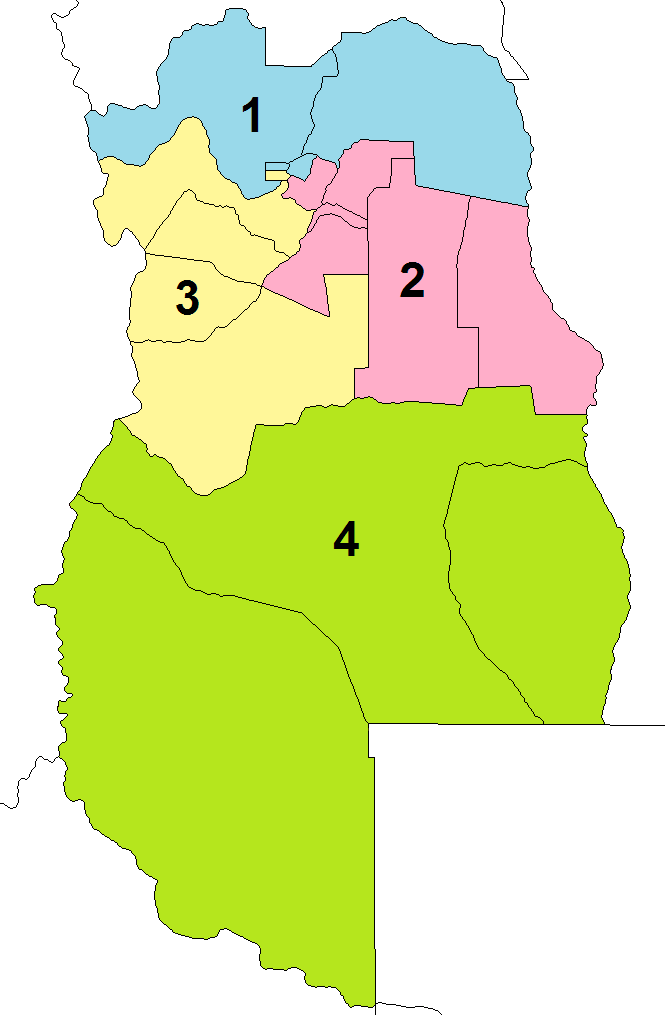
Secciones electorales de Mendoza:
1ª Sección
2ª Sección
3ª Sección
4ª Sección

| 1ª Sección Electoral 8 Diputados   | 1ª Sección Electoral 8 Diputados                    | 1ª Sección Electoral 8 Diputados                    | 1ª Sección Electoral 8 Diputados | 1ª Sección Electoral 8 Diputados | 1ª Sección Electoral 8 Diputados |
| Partido/Alianza                    | Partido/Alianza                                     | Partido/Alianza                                     | Votos                            | %                                | Bancas                           |
| ---------------------------------- | --------------------------------------------------- | --------------------------------------------------- | -------------------------------- | -------------------------------- | -------------------------------- |
|                                    | Alianza para el Trabajo, la Justicia y la Educación | Alianza para el Trabajo, la Justicia y la Educación | 115.435                          | 40,43                            | 4/8                              |
|                                    |                                                     | Alianza Justicialista                               | 66.185                           | 23,18                            |                                  |
|                                    | Alianza Acción por la República                     | 19.273                                              | 6,75                             |                                  |                                  |
| Total PJ - Acción por la República | Total PJ - Acción por la República                  | Total PJ - Acción por la República                  | 85.458                           | 29,93                            | 2/8                              |
|                                    | Partido Demócrata                                   | Partido Demócrata                                   | 80.209                           | 28,09                            | 2/8                              |
|                                    | Otros partidos                                      | Otros partidos                                      | 4.450                            | 1,56                             |                                  |
| Votos positivos                    | Votos positivos                                     | Votos positivos                                     | 285.552                          | 91,47                            |                                  |
| Votos en blanco                    | Votos en blanco                                     | Votos en blanco                                     | 23.915                           | 7,66                             |                                  |
| Votos nulos                        | Votos nulos                                         | Votos nulos                                         | 2.704                            | 0,87                             |                                  |
| Total de votos                     | Total de votos                                      | Total de votos                                      | 312.171                          | 100                              |                                  |
| 2ª Sección Electoral 6 Diputados   |                                                     |                                                     |                                  |                                  |                                  |
| Partido/Alianza                    | Partido/Alianza                                     | Partido/Alianza                                     | Votos                            | %                                | Bancas                           |
|                                    | Partido Demócrata                                   | Partido Demócrata                                   | 62.945                           | 34,71                            | 2/6                              |
|                                    |                                                     | Alianza Justicialista                               | 44.845                           | 24,73                            |                                  |
|                                    | Alianza Acción por la República                     | 16.021                                              | 8,83                             |                                  |                                  |
| Total PJ - Acción por la República | Total PJ - Acción por la República                  | Total PJ - Acción por la República                  | 60.866                           | 33,56                            | 2/6                              |
|                                    | Alianza para el Trabajo, la Justicia y la Educación | Alianza para el Trabajo, la Justicia y la Educación | 55.753                           | 30,74                            | 2/6                              |
|                                    | Otros partidos                                      | Otros partidos                                      | 1.796                            | 0,99                             |                                  |
| Votos positivos                    | Votos positivos                                     | Votos positivos                                     | 181.360                          | 90,89                            |                                  |
| Votos en blanco                    | Votos en blanco                                     | Votos en blanco                                     | 16.531                           | 8,28                             |                                  |
| Votos nulos                        | Votos nulos                                         | Votos nulos                                         | 1.653                            | 0,83                             |                                  |
| Total de votos                     | Total de votos                                      | Total de votos                                      | 199.544                          | 100                              |                                  |
| 3ª Sección Electoral 5 Diputados   |                                                     |                                                     |                                  |                                  |                                  |
| Partido/Alianza                    | Partido/Alianza                                     | Partido/Alianza                                     | Votos                            | %                                | Bancas                           |
|                                    | Alianza para el Trabajo, la Justicia y la Educación | Alianza para el Trabajo, la Justicia y la Educación | 76.303                           | 40,29                            | 2/5                              |
|                                    | Partido Demócrata                                   | Partido Demócrata                                   | 60.072                           | 31,72                            | 2/5                              |
|                                    |                                                     | Alianza Justicialista                               | 37.734                           | 19,92                            |                                  |
|                                    | Alianza Acción por la República                     | 12.327                                              | 6,51                             |                                  |                                  |
| Total PJ - Acción por la República | Total PJ - Acción por la República                  | Total PJ - Acción por la República                  | 50.061                           | 26,43                            | 1/5                              |
|                                    | Otros partidos                                      | Otros partidos                                      | 2.969                            | 1,57                             |                                  |
| Votos positivos                    | Votos positivos                                     | Votos positivos                                     | 189.405                          | 92,55                            |                                  |
| Votos en blanco                    | Votos en blanco                                     | Votos en blanco                                     | 13.661                           | 6,67                             |                                  |
| Votos nulos                        | Votos nulos                                         | Votos nulos                                         | 1.595                            | 0,78                             |                                  |
| Total de votos                     | Total de votos                                      | Total de votos                                      | 204.661                          | 100                              |                                  |
| 4ª Sección Electoral 5 Diputados   |                                                     |                                                     |                                  |                                  |                                  |
| Partido/Alianza                    | Partido/Alianza                                     | Partido/Alianza                                     | Votos                            | %                                | Bancas                           |
|                                    | Alianza para el Trabajo, la Justicia y la Educación | Alianza para el Trabajo, la Justicia y la Educación | 50.539                           | 40,56                            | 2/5                              |
|                                    |                                                     | Alianza Justicialista                               | 28.289                           | 22,70                            |                                  |
|                                    | Alianza Acción por la República                     | 8.604                                               | 6,91                             |                                  |                                  |
| Total PJ - Acción por la República | Total PJ - Acción por la República                  | Total PJ - Acción por la República                  | 36.893                           | 29,61                            | 2/5                              |
|                                    | Partido Demócrata                                   | Partido Demócrata                                   | 35.934                           | 28,84                            | 1/5                              |
|                                    | Otros partidos                                      | Otros partidos                                      | 1.235                            | 0,99                             |                                  |
| Votos positivos                    | Votos positivos                                     | Votos positivos                                     | 124.601                          | 91,14                            |                                  |
| Votos en blanco                    | Votos en blanco                                     | Votos en blanco                                     | 9.671                            | 7,15                             |                                  |
| Votos nulos                        | Votos nulos                                         | Votos nulos                                         | 962                              | 0,71                             |                                  |
| Total de votos                     | Total de votos                                      | Total de votos                                      | 135.234                          | 100                              |                                  |

### Cámara de Senadores
|  | 38.10 % |

|  | 36.85 % |

|  | 22.55 % |

|  | 7.17 % |

|  | 29.72 % |

|  | 0.70 % |

|  | 0.63 % |

|  | 92.01 % |

|  | 7.17 % |

|  | 0.81 % |

|  | 83.96 % |

|  | 100.00 % |

#### Resultados por secciones electorales
| 1ª Sección Electoral 6 Senadores   | 1ª Sección Electoral 6 Senadores                    | 1ª Sección Electoral 6 Senadores                    | 1ª Sección Electoral 6 Senadores | 1ª Sección Electoral 6 Senadores | 1ª Sección Electoral 6 Senadores |
| Partido/Alianza                    | Partido/Alianza                                     | Partido/Alianza                                     | Votos                            | %                                | Bancas                           |
| ---------------------------------- | --------------------------------------------------- | --------------------------------------------------- | -------------------------------- | -------------------------------- | -------------------------------- |
|                                    | Alianza para el Trabajo, la Justicia y la Educación | Alianza para el Trabajo, la Justicia y la Educación | 115.735                          | 40,34                            | 2/6                              |
|                                    |                                                     | Alianza Justicialista                               | 66.125                           | 23,05                            |                                  |
|                                    | Alianza Acción por la República                     | 19.353                                              | 6,75                             |                                  |                                  |
| Total PJ - Acción por la República | Total PJ - Acción por la República                  | Total PJ - Acción por la República                  | 85.478                           | 29,80                            | 2/6                              |
|                                    | Partido Demócrata                                   | Partido Demócrata                                   | 81.252                           | 28,32                            | 2/6                              |
|                                    | Otros partidos                                      | Otros partidos                                      | 4.406                            | 1,54                             |                                  |
| Votos positivos                    | Votos positivos                                     | Votos positivos                                     | 286.871                          | 91,90                            |                                  |
| Votos en blanco                    | Votos en blanco                                     | Votos en blanco                                     | 22.589                           | 7,24                             |                                  |
| Votos nulos                        | Votos nulos                                         | Votos nulos                                         | 2.711                            | 0,87                             |                                  |
| Total de votos                     | Total de votos                                      | Total de votos                                      | 312.171                          | 100                              |                                  |
| 2ª Sección Electoral 5 Senadores   |                                                     |                                                     |                                  |                                  |                                  |
| Partido/Alianza                    | Partido/Alianza                                     | Partido/Alianza                                     | Votos                            | %                                | Bancas                           |
|                                    | Partido Demócrata                                   | Partido Demócrata                                   | 63.520                           | 34,90                            | 2/5                              |
|                                    |                                                     | Alianza Justicialista                               | 44.891                           | 24,67                            |                                  |
|                                    | Alianza Acción por la República                     | 16.001                                              | 8,79                             |                                  |                                  |
| Total PJ - Acción por la República | Total PJ - Acción por la República                  | Total PJ - Acción por la República                  | 60.892                           | 33,46                            | 2/5                              |
|                                    | Alianza para el Trabajo, la Justicia y la Educación | Alianza para el Trabajo, la Justicia y la Educación | 55.783                           | 30,65                            | 1/5                              |
|                                    | Otros partidos                                      | Otros partidos                                      | 1.800                            | 0,99                             |                                  |
| Votos positivos                    | Votos positivos                                     | Votos positivos                                     | 181.995                          | 91,21                            |                                  |
| Votos en blanco                    | Votos en blanco                                     | Votos en blanco                                     | 15.872                           | 7,95                             |                                  |
| Votos nulos                        | Votos nulos                                         | Votos nulos                                         | 1.677                            | 0,84                             |                                  |
| Total de votos                     | Total de votos                                      | Total de votos                                      | 199.544                          | 100                              |                                  |
| 3ª Sección Electoral 4 Senadores   |                                                     |                                                     |                                  |                                  |                                  |
| Partido/Alianza                    | Partido/Alianza                                     | Partido/Alianza                                     | Votos                            | %                                | Bancas                           |
|                                    | Alianza para el Trabajo, la Justicia y la Educación | Alianza para el Trabajo, la Justicia y la Educación | 76.683                           | 40,45                            | 2/4                              |
|                                    | Partido Demócrata                                   | Partido Demócrata                                   | 60.400                           | 31,86                            | 1/4                              |
|                                    |                                                     | Alianza Justicialista                               | 37.384                           | 19,72                            |                                  |
|                                    | Alianza Acción por la República                     | 12.163                                              | 6,42                             |                                  |                                  |
| Total PJ - Acción por la República | Total PJ - Acción por la República                  | Total PJ - Acción por la República                  | 49.547                           | 26,13                            | 1/4                              |
|                                    | Otros partidos                                      | Otros partidos                                      | 2.956                            | 1,56                             |                                  |
| Votos positivos                    | Votos positivos                                     | Votos positivos                                     | 189.586                          | 92,63                            |                                  |
| Votos en blanco                    | Votos en blanco                                     | Votos en blanco                                     | 13.492                           | 6,59                             |                                  |
| Votos nulos                        | Votos nulos                                         | Votos nulos                                         | 1.583                            | 0,77                             |                                  |
| Total de votos                     | Total de votos                                      | Total de votos                                      | 204.661                          | 100                              |                                  |
| 4ª Sección Electoral 4 Senadores   |                                                     |                                                     |                                  |                                  |                                  |
| Partido/Alianza                    | Partido/Alianza                                     | Partido/Alianza                                     | Votos                            | %                                | Bancas                           |
|                                    | Alianza para el Trabajo, la Justicia y la Educación | Alianza para el Trabajo, la Justicia y la Educación | 50.375                           | 40,26                            | 2/4                              |
|                                    |                                                     | Alianza Justicialista                               | 28.299                           | 22,61                            |                                  |
|                                    | Alianza Acción por la República                     | 8.661                                               | 6,92                             |                                  |                                  |
| Total PJ - Acción por la República | Total PJ - Acción por la República                  | Total PJ - Acción por la República                  | 36.960                           | 29,54                            | 1/4                              |
|                                    | Partido Demócrata                                   | Partido Demócrata                                   | 36.555                           | 29,21                            | 1/4                              |
|                                    | Otros partidos                                      | Otros partidos                                      | 1.249                            | 1,00                             |                                  |
| Votos positivos                    | Votos positivos                                     | Votos positivos                                     | 125.139                          | 92,54                            |                                  |
| Votos en blanco                    | Votos en blanco                                     | Votos en blanco                                     | 9.129                            | 6,75                             |                                  |
| Votos nulos                        | Votos nulos                                         | Votos nulos                                         | 966                              | 0,71                             |                                  |
| Total de votos                     | Total de votos                                      | Total de votos                                      | 135.234                          | 100                              |                                  |